# Ivo de Heus
Ivo de Heus (Hoorn, 31 maart 1988) is een Nederlands voetballer die als middenvelder voor AGOVV Apeldoorn speelde.

## Carrière
Ivo de Heus speelde in de jeugd van VV De Zouaven, AFC Ajax en Willem II. In januari 2008 vertrok hij op amateurbasis naar AGOVV Apeldoorn, waar hij op 8 februari 2008 zijn debuut in het betaald voetbal maakte. Dit gebeurde in de 5-0 verloren uitwedstrijd tegen Helmond Sport. Hij speelde in totaal acht wedstrijden voor AGOVV, maar omdat zijn contract niet verlengd werd speelde hij hier slechts een paar maanden. Na een stage bij Leicester City FC vertrok hij naar zijn jeugdclub VV De Zouaven. Hierna speelde hij nog voor HVV Hollandia, ASV De Dijk, weer VV De Zouaven en VV Sparta Nijkerk. Sinds 2016 speelt hij voor HSV De Zuidvogels.

### Statistieken
| Seizoen                   | Club            | Land           | Competitie       | Competitie | Competitie | Beker | Beker | Totaal | Totaal |
| Seizoen                   | Club            | Land           | Competitie       | Wed.       | Dlp.       | Wed.  | Dlp.  | Wed.   | Dlp.   |
| ------------------------- | --------------- | -------------- | ---------------- | ---------- | ---------- | ----- | ----- | ------ | ------ |
| 2007/08                   | AGOVV Apeldoorn | Nederland      | Eerste divisie   | 8          | 0          | 0     | 0     | 8      | 0      |
| 2011/12                   | HVV Hollandia   | Nederland      | Topklasse Zondag | 26         | 6          | 1     | 0     | 27     | 6      |
| 2012/13                   | HVV Hollandia   | Nederland      | Topklasse Zondag | 29         | 9          | 3     | 0     | 32     | 9      |
| Carrièretotaal            | Carrièretotaal  | Carrièretotaal | Carrièretotaal   | 63         | 15         | 4     | 0     | 67     | 15     |
| Bijgewerkt op 31 mei 2020 |                 |                |                  |            |            |       |       |        |        |